# Зубна формула

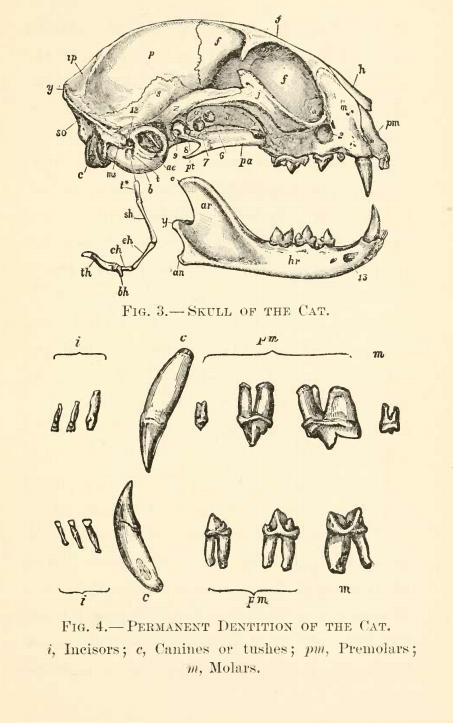
Зубний ряд кота: I 3/3, C 1/1, P 3/2, M 1/1 = 30

Зубна́ фо́рмула — система опису зубів у ссавців у якій враховуються як тип, так і розташування зубів. У всіх ссавців є дві щелепи — верхні та нижні, при цьому кожна з них симетрична по вертикальній осі — тобто ліва і права сторони мають однаковий набір зубів, але при цьому нерідко верхня та нижня щелепа мають різні зуби. За типами усі зуби поділяються на різці, ікла (хижі зуби), премоляри (малі кутні зуби) та моляри (кутні зуби). У зубній формулі вказується, скільки якого типу зубів є на кожній щелепі з одного боку, а другий бік вважається ідентичним, тобто всього зубів удвічі більше.
Порядок запису такий — вказується кількість зубів певного типу на верхній щелепі, а потім через риску на нижній. Порядок завжди такий: різці, ікла, премоляри, моляри. Часто типи зубів позначаються латинськими літерами з яких починаються їх латинські назви — (I) — лат. d. incisivi, (C) — лат. d. canini, (P) — лат. d. premolares, (M) — лат. d. molares відповідно, або І: С:Р: М. Якщо описується зубна формула певної групи тварин і можливі варіації то вказуються крайні значення наприклад І 1-3, що слід читати як «від 1 до 3 різців». Якщо якогось типу зубів немає, наприклад в багатьох травоїдних відсутні ікла, то ставиться цифра 0.
Прикладом запису може служити формула кенгурових I 3/1, C 1-0/0, P 2/2, M 4/4 = 32-34